# ニコライ・シドロフ
ニコライ・シドロフ（ロシア語: Николай Александрович Сидоров、ローマ字:Nikolay Aleksandrovich Sidorov、1956年11月23日 - ）は、ソビエト連邦の陸上競技選手。1970年代後半から、1980年代前半にかけて活躍した短距離選手である。1980年モスクワオリンピックの金メダリスト。モスクワ出身。

## 経歴
シドロフは、1980年に、地元モスクワで行われるオリンピックのソ連代表として、200mと4×100mRに出場。アメリカの強豪選手がボイコットのため不参加の中、200mでは準決勝で敗退してしまったものの、4×100mRは、38秒26で、ウラジミール・ムラヴィヨフ、アレクサンドル・アクシニン、アンドレイ・プロコフィエフとともに金メダルを獲得した。
シドロフは、1982年のヨーロッパ選手権では、100mと4×100mRに出場。100mはソ連からただ一人の参加であったが、10秒32で5位となった。一方、4×100mRでは、38秒60で、東ドイツ、西ドイツらをおさえて金メダルを獲得した。
翌年の1983年にヘルシンキで行われた第1回の世界選手権でも100mと4×100mRに出場。100mは一次予選で敗退してしまったが、4×100mRでは、38秒41で、世界新記録を出して優勝したアメリカ、2位のイタリアに次いで銅メダルを獲得した。

## 自己ベスト
- 100m - 10秒32 (1982年)
- 200m - 20秒79 (1982年)

## 主な実績
| 年   | 大会                         | 場所                     | 種目    | 結果      | 記録   |
| ---- | ---------------------------- | ------------------------ | ------- | --------- | ------ |
| 1980 | オリンピック                 | モスクワ(ソビエト連邦)   | 200m    | 7位（sf） | 21秒17 |
| 1980 | オリンピック                 | モスクワ(ソビエト連邦)   | 4×100mR | 1位       | 38秒26 |
| 1982 | ヨーロッパ陸上競技選手権大会 | アテネ(ギリシャ)         | 100m    | 5位       | 10秒32 |
| 1982 | ヨーロッパ陸上競技選手権大会 | アテネ(ギリシャ)         | 4×100mR | 1位       | 38秒60 |
| 1983 | 世界陸上競技選手権大会       | ヘルシンキ(フィンランド) | 100m    | 4位（1q） | 10秒59 |
| 1983 | 世界陸上競技選手権大会       | ヘルシンキ(フィンランド) | 4×100mR | 3位       | 38秒41 |

- sfは準決勝、1qは一次予選